# Éternoz
Éternoz ist eine ehemalige französische Gemeinde mit 222 Einwohnern (Stand: 1. Januar 2022) im Département Doubs in der Region Bourgogne-Franche-Comté. Sie gehörte zum Arrondissement Besançon.
Der Erlass des Präfekten vom 18. September 2024 legte mit Wirkung zum 1. Januar 2025 die Eingliederung von Éternoz ohne Status einer Commune déléguée zusammen mit der früheren Gemeinde Saraz und den ehemaligen Communes associées von Éternoz, Alaise, Coulans-sur-Lizon, Doulaize und Refranche, zur Commune nouvelle Éternoz-Vallée-du-Lison fest.

## Geografie

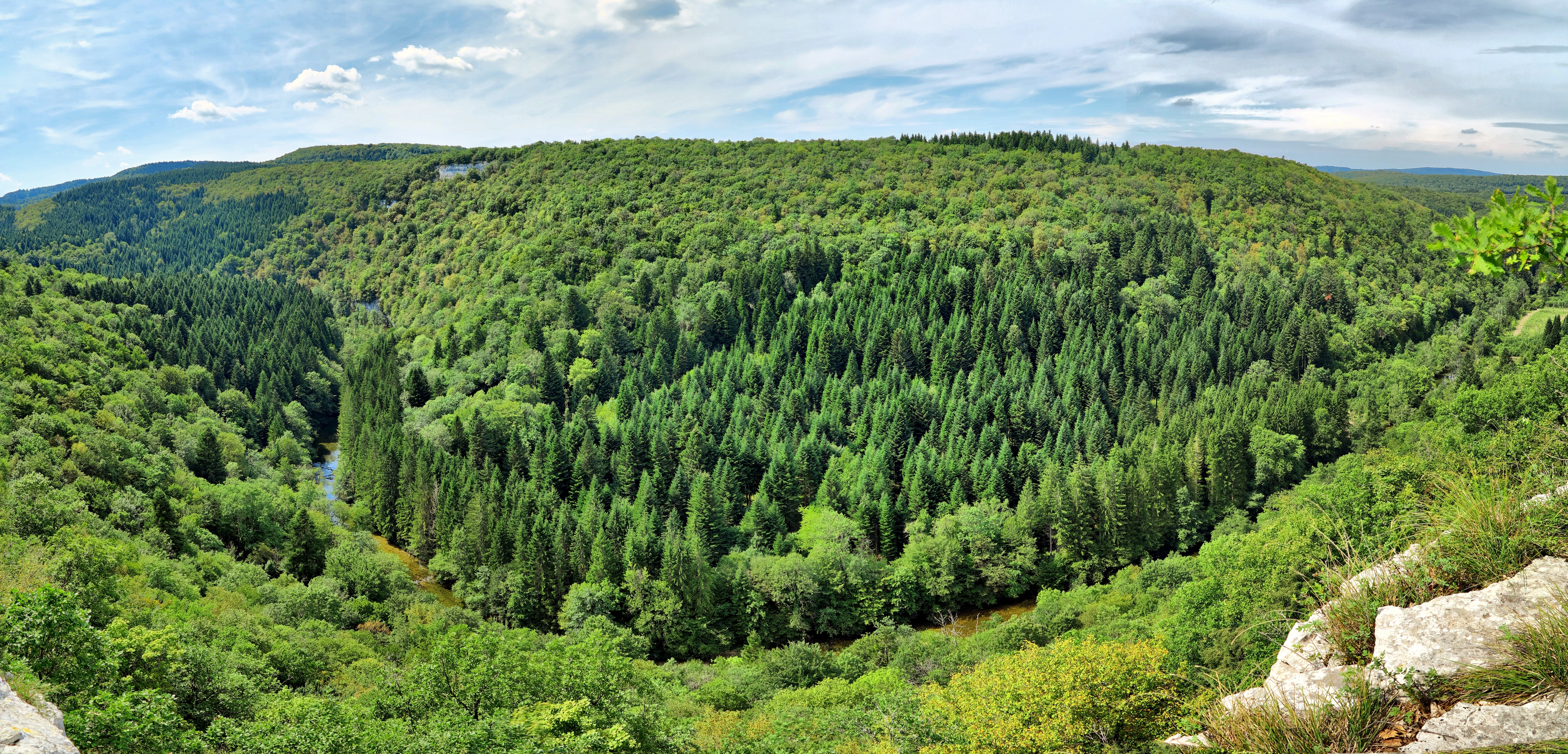
Tal des Lison

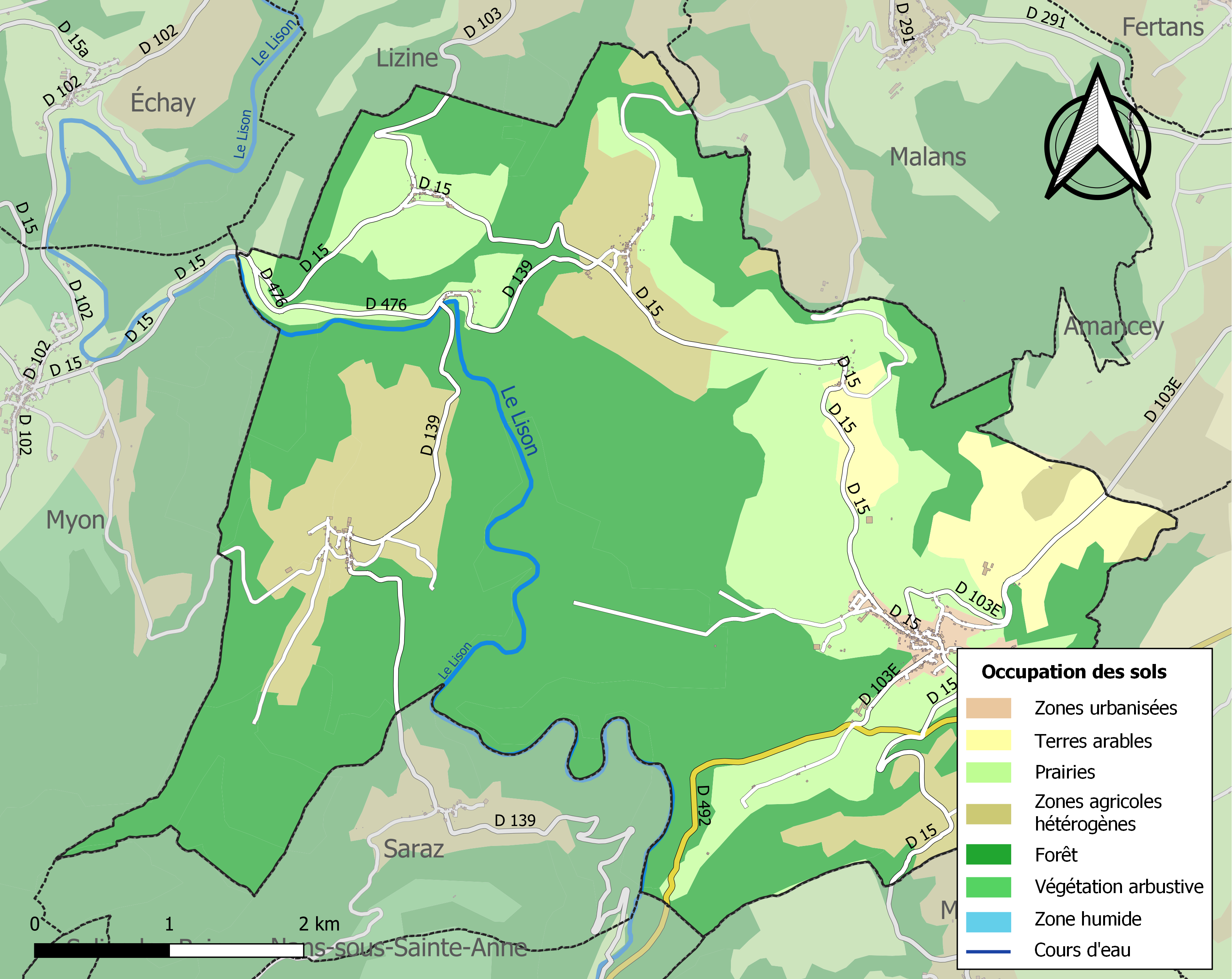
Bodennutzung, Hydrografie und Infrastruktur von Éternoz (2018)

Éternoz liegt etwa 26 Kilometer südlich der Stadt Besançon (Luftlinie) in der historischen Provinz Franche-Comté. Das Dorf erstreckt sich im französischen Jura-Gebirge in einer Talmulde des Ruisseau de la Vau am westlichen Rand des Plateaus von Amancey, östlich des Taleinschnitts des Lisons.
Das Ortsgebiet wird von Süden nach Norden vom gewundenen Flusslauf des Lisons in einem engen Tal durchquert, das bis zu 150 m in die umgebenden Plateaus eingeschnitten ist. Der tiefste Punkt von Éternoz wird auch mit 315 m am Austritt des Lisons aus dem Ortsgebiet im Süden gemessen. Das Dorfzentrum liegt auf einer Höhe von etwa 510 m. Die Hänge sind verschiedenenorts von markanten Kalkfelswänden durchzogen. Auch die beiden von Osten mündenden Seitenbäche Ruisseau de la Vau und Coulans weisen tiefe Erosionstäler auf. Östlich des Lisons dehnt sich das Plateau von Éternoz aus, das teils bewaldet (Bois des Bornes) und teils von Wiesland bestanden ist. Eine rund 100 m hohe Geländestufe leitet von diesem Plateau zum Hochplateau von Amancey über und erreicht auf Sur la Chaux 611 m. Die höchste Erhebung von Éternoz wird mit 670 m am Hang unterhalb von Montmahoux erreicht. Ein kleinerer Anteil der Fläche von Éternoz liegt westlich des Lisons und umfasst die gewellte Hochfläche von Alaise sowie die angrenzenden Waldgebiete Bois Monniot, Bois de Séchin und Forêt de Fertans (bis 620 m).
Teile des Gebiets von Éternoz gehören zu den Natura-2000-Schutzgebieten „Vallées de la Loue et du Lison“ (FR4301291) und (FR4312009) sowie von fünf ZNIEFF-Naturzonen. Rund 60 % der Fläche von Éternoz sind bewaldet, rund 39 % werden landwirtschaftlich genutzt, rund 1 % entfallen auf bebautes Gelände (Stand: 2018).
Zu Éternoz gehören neben dem eigentlichen Ort auch mehrere weitere Dörfer und Weiler, nämlich:
- Doulaize (395 m) in einer Mulde rechts des Lisons
- Refranche (430 m) auf dem Plateau von Éternoz
- Coulans-sur-Lizon (469 m) in einer Talmulde auf dem Plateau von Éternoz
- Alaise (460 m) auf der Hochfläche westlich des Lisons

Umgeben wird Éternoz von den Nachbargemeinden Lizine und Malans im Norden, Amancey und Déservillers im Osten, Montmahoux und Nans-sous-Sainte-Anne im Süden, der Commune déléguée Saraz im Süden sowie der Nachbargemeinde Myon im Westen.

## Geschichte
Das Gemeindegebiet von Éternoz war schon sehr früh besiedelt. Die frühesten Zeugnisse der Anwesenheit des Menschen wurden in einem Abri bei Doulaize aus der Altsteinzeit entdeckt. Weitere Funde aus der vorgeschichtlichen Zeit stammen aus mehreren Tumuli bei Alaise und Refranche, die auf die Bronzezeit und die Hallstattzeit zurückdatiert werden.
Im Mittelalter gehörte Éternoz zur Herrschaft Montmahoux, die unter der Oberhoheit der Herren von Chalon-Arlay stand. Zusammen mit der Franche-Comté gelangte das Dorf mit dem Frieden von Nimwegen 1678 an Frankreich. Zu einer Gebietsveränderung kam es 1973, als die vorher selbständigen Gemeinden Alaise, Coulans-sur-Lizon, Doulaize und Refranche als Communes associées mit Éternoz fusionierten.

## Bevölkerungsentwicklung
| Jahr                       | 1962 | 1968 | 1975 | 1982 | 1990 | 1999 | 2006 | 2013 | 2020 |
| Einwohner                  | 509  | 400  | 333  | 324  | 295  | 288  | 324  | 345  | 322  |
| Quellen: Cassini und INSEE |      |      |      |      |      |      |      |      |      |

Nachdem die Einwohnerzahl in der ersten Hälfte des 20. Jahrhunderts markant abgenommen hatte, wurde seit Beginn der 1990er Jahre wieder ein leichtes Bevölkerungswachstum verzeichnet.

## Sehenswürdigkeiten
- Die Kirche Saint-Laurent in Éternoz wurde im Stil des Klassizismus erbaut. Vom ehemaligen Herrschaftssitz sind nur noch wenige Überreste sichtbar. Im alten Ortskern sind zahlreiche Bauernhäuser im charakteristischen Stil der Franche-Comté aus dem 17. bis 19. Jahrhundert erhalten. Coulans-sur-Lison besitzt eine gotische Kirche, während die Kirche von Alaise ursprünglich auf das 13. Jahrhundert zurückgeht, später jedoch mehrfach restauriert und umgestaltet wurde. Das Musée des Métiers ruraux zeigt eine Sammlung zum bäuerlichen Leben im 18. und 19. Jahrhundert.
- Kirche La Nativité-de-Saint-Jean-Baptiste in Alaise
- Kirche Saint-Pierre in Coulans-sur-Lison mit einem Chor aus dem 14. Jahrhundert
- Schloss Refranche aus dem 16. Jahrhundert

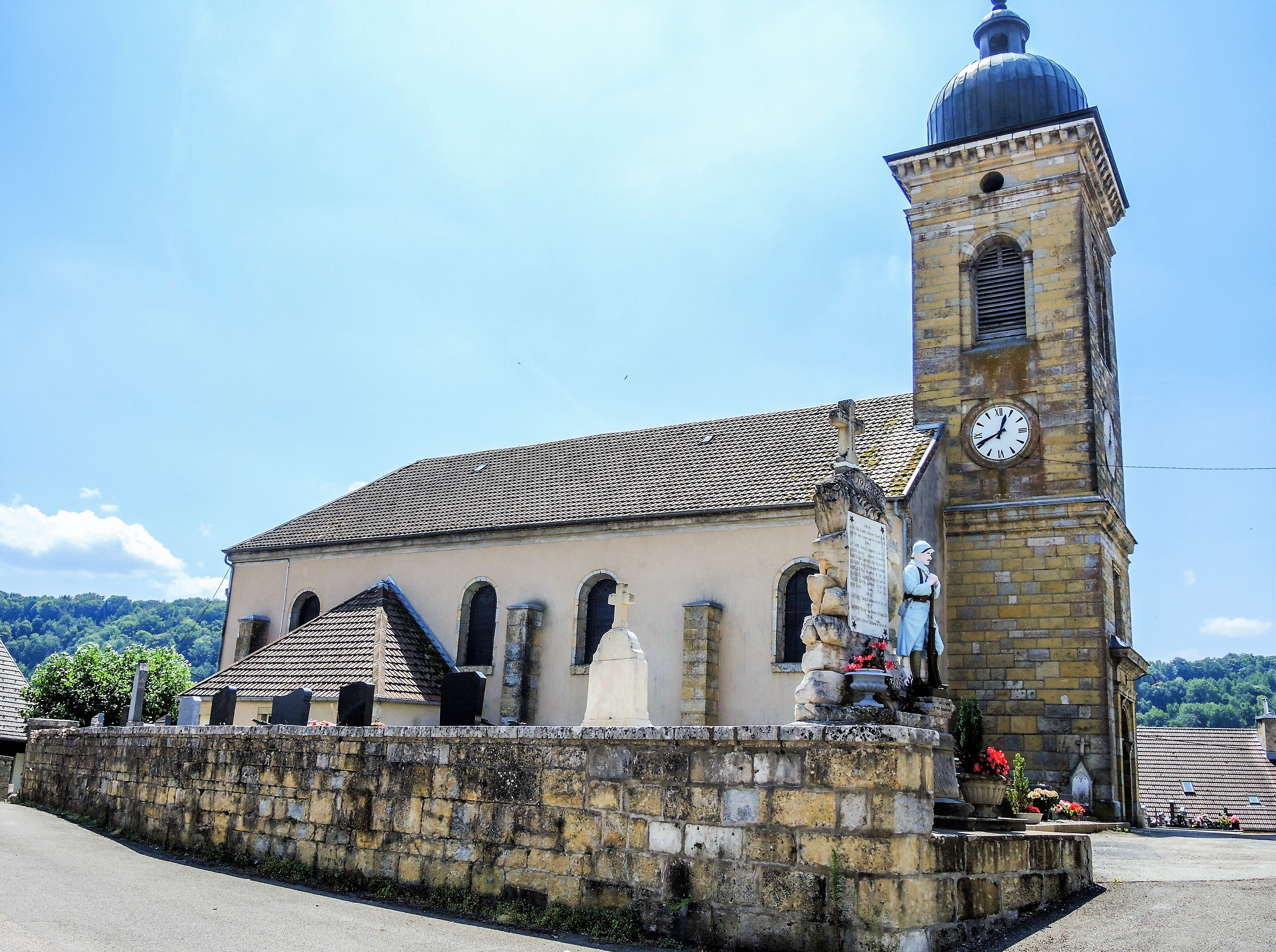
Kirche Saint-Laurent
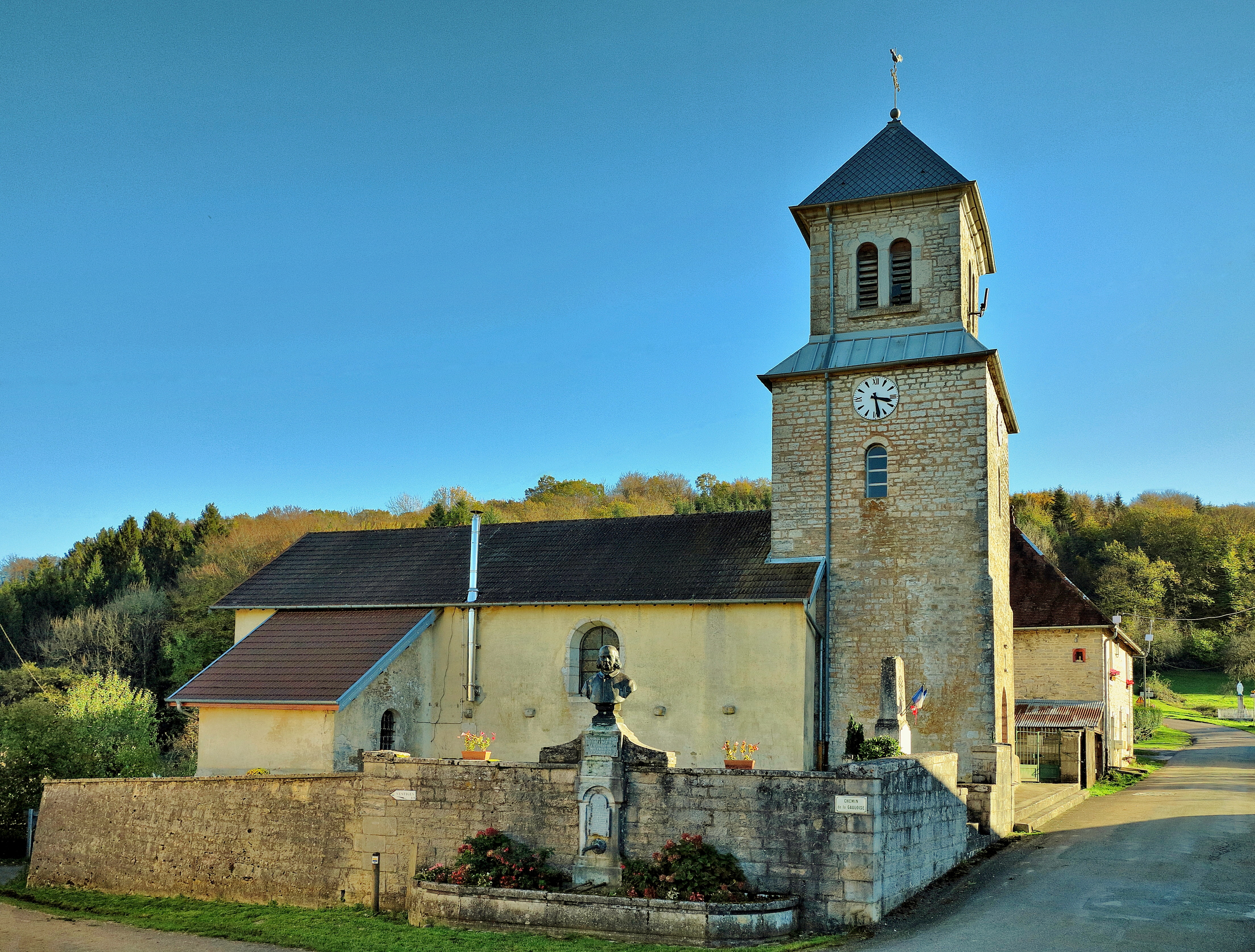
Kirche La Nativité-de-Saint-Jean-Baptiste in Alaise
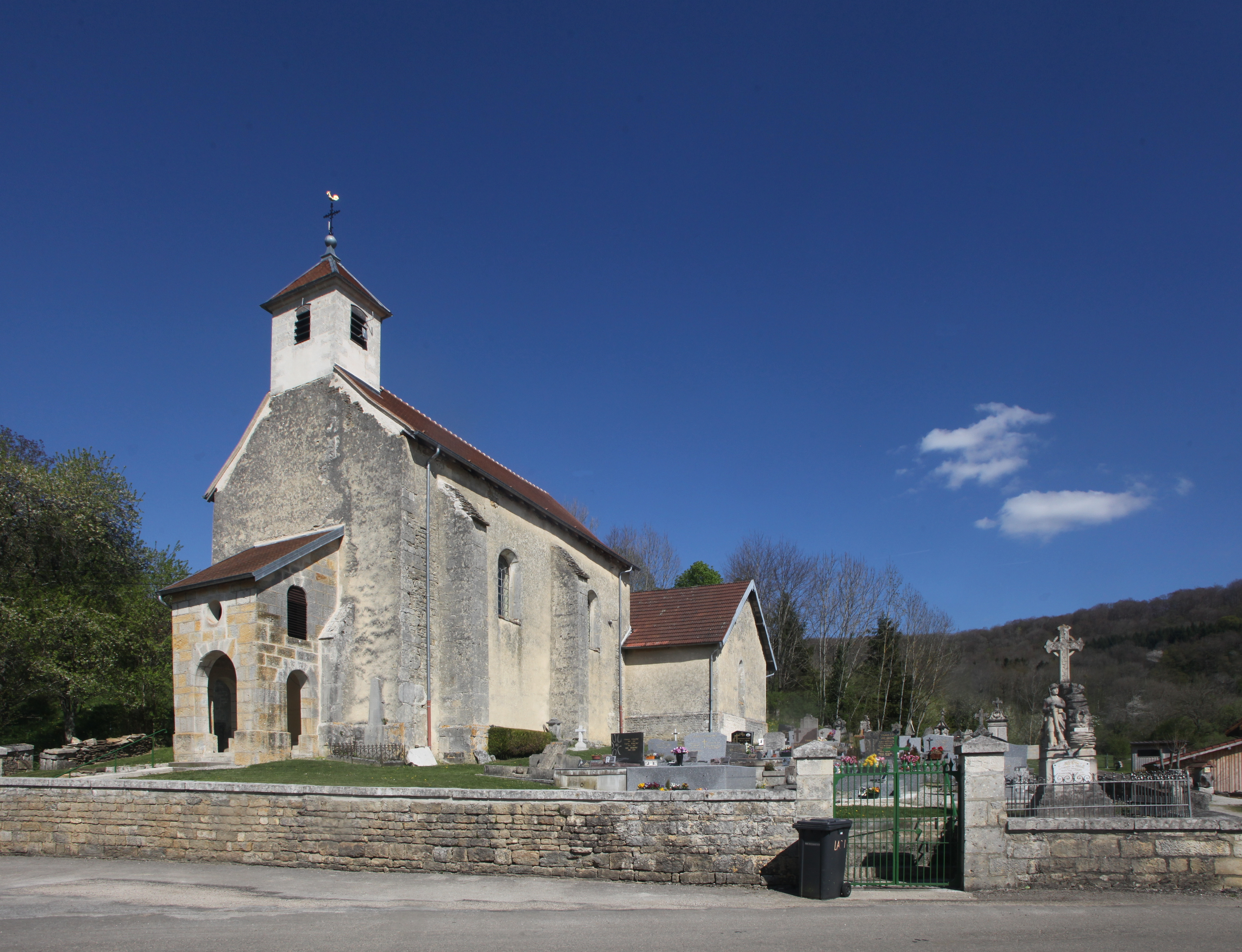
Kirche Saint-Pierre in Coulans-sur-Lison
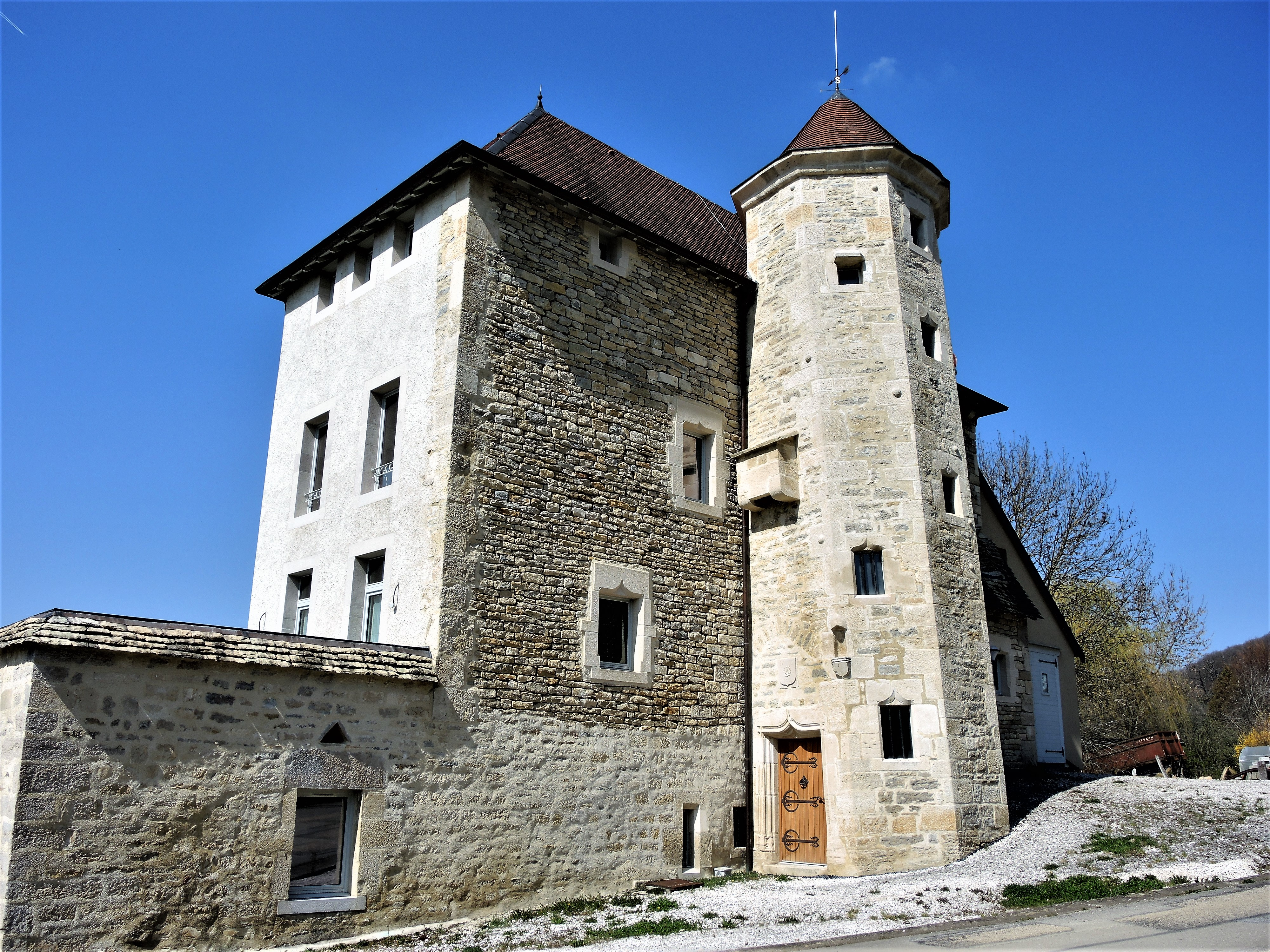
Schloss Refranche